# Монте-ді-Мало
Монте-ді-Мало (італ. Monte di Malo, вен. Monte di Malo) — муніципалітет в Італії, у регіоні Венето, провінція Віченца.
Монте-ді-Мало розташоване на відстані близько 430 км на північ від Рима, 80 км на захід від Венеції, 20 км на північний захід від Віченци.
Населення — 2907 осіб (2014).

## Демографія
Населення за роками:

Станом на 1 січня 2023 року в муніципалітеті офіційно проживало 96 іноземців з 17 країн, серед них 30 громадян країн Євросоюзу.

## Сусідні муніципалітети
- Корнедо-Вічентіно
- Мало
- Сан-Віто-ді-Легуццано
- Скіо
- Вальданьо